# Engel & Joe
Engel & Joe é um filme alemão dirigido por Vanessa Jopp e lançado em 25 de outubro de 2001.

## Visão geral
Vinte cinco anos depois do polêmico filme Christiane F., o mesmo roteirista, Kai Hermann, assina essa produção que segue um linha parecida e se passa no cenário underground da Alemanha dos dias de hoje, habitada por punks e drogados. O filme foca a ação em um jovem punk que está sempre com problemas com drogas. Certo dia ele conhece uma garota que tem vários problemas familiares. Ela decide sair de casa e viver nas ruas ao lado de seu jovem amigo. A relação entre os dois vai ganhando importância e a sobrevivência vai se tornando cada vez mais difícil já que é marcada por brigas, traições, tragédias e diversos excessos. Em meio a todos essas dificuldades, nasce uma criança que vai modificar para sempre o futuro desses dois jovens.

## Elenco
Roteirista: Kai Hermann
- Jana Pallaske -  Joe
- Robert Stadlober - Engel
- Lena Sabine Berg - Meret, Joes Mutter
- Mirko Lang - Alex
- Stefanie Mühlhan - Spasti
- Nadja Bobyleva - Asi
- Oliver Wolter - Maria
- Michel Besl - Stinki
- Simon Solbert - Ringo
- Dorina Maltschewa - Mücke
- David Winter
- André Dietz
- Manuel Cortez
- Markus Meisinger
- Carolin Gralla

## Informações Técnicas
- Título no Brasil:  A Nova Geração De Christiane F
- Título Original:  Engel & Joe
- País de Origem:  Alemanha
- Gênero:  Drama
- Classificação etária: 18 anos
- Tempo de Duração: 95 minutos
- Ano de Lançamento:  2001
- Estúdio/Distrib.:  Sonar
- Direção:  Vanessa Jopp

O livro homônimo de Kai Hermann é baseado em uma história verdadeira e recebeu o Egon Erwin Kisch Prize. Existem pequenas diferenças entre os eventos reais, o livro e o filme.
É assim que Angel e Joe são chamados de "shaggy" e "witch" na vida real. O filme mudou o nome da criança (Moisés em vez de David Che) e a localização (Colônia em vez de Berlim e Hamburgo).
Uma pequena sequela também deve explicar o resultado da história deixada em aberto no livro e no filme: Depois de um total de três anos com tentativas abortadas de retirada, bruxa e trepada se separaram. Ambos tomaram heroína e depois a metadona substituta. A criança, cujo pai biológico nunca se tornou conhecido, cresce em uma casa.
A bruxa provavelmente passou algum tempo limpa e em circunstâncias normais com outro homem. Durante esse tempo, ela também foi autorizada a ver seu filho com mais frequência. Eventualmente, no entanto, ela recaiu, voltou para Babystrich, e apenas algumas semanas depois morreu de uma overdose aos 20 anos de idade.
Zottel não se importa mais com a criança que considera sua. Apesar ou mesmo por causa da metadona e um estágio em um Junkieanlaufstelle ele ainda está profundamente enraizado na cena e continua a ter problemas com a lei. Tão puro quanto o anjo no filme, ele provavelmente nunca olhou.